# Klippveronika
Klippveronika (Veronica fruticans) är en flerårig ört i familjen grobladsväxter. 

## Beskrivning
Klippveronika är en lågväxt, flerårig ört som kan bli upp till en decimeter hög. Klippveronikan har en förgrenad jordstam och har flera uppstigande stjälkar med något vedartad bas. Bladen är blanka, elliptiska och nästan läderartade, de sitter tätt på stjälkarnas nedre nedliggande del, men är glesare på de uppstigande skotten.
Klippveronikan blommar från juli till augusti med stora, mörkblåa blommor som sitter i en kort, fåblommig, kvastlik klase. Kronan är minst en centimeter bred, mörkblå med mörkare strimmor och en vit mynning som omges av en röd kant. Blomskaften är längre än stödbladen. Fruktkapslarna är längre än breda och har ett långt stift.

## Utbredning
Arten är amfiatlantisk och växer på grusiga, kalkförande marker, ofta sydbranter, i fjällområden. I Sverige finns den minder allmänt eller sällsynt i fjällen norrut från Härjedalen och når upp i lågalpina bältet.

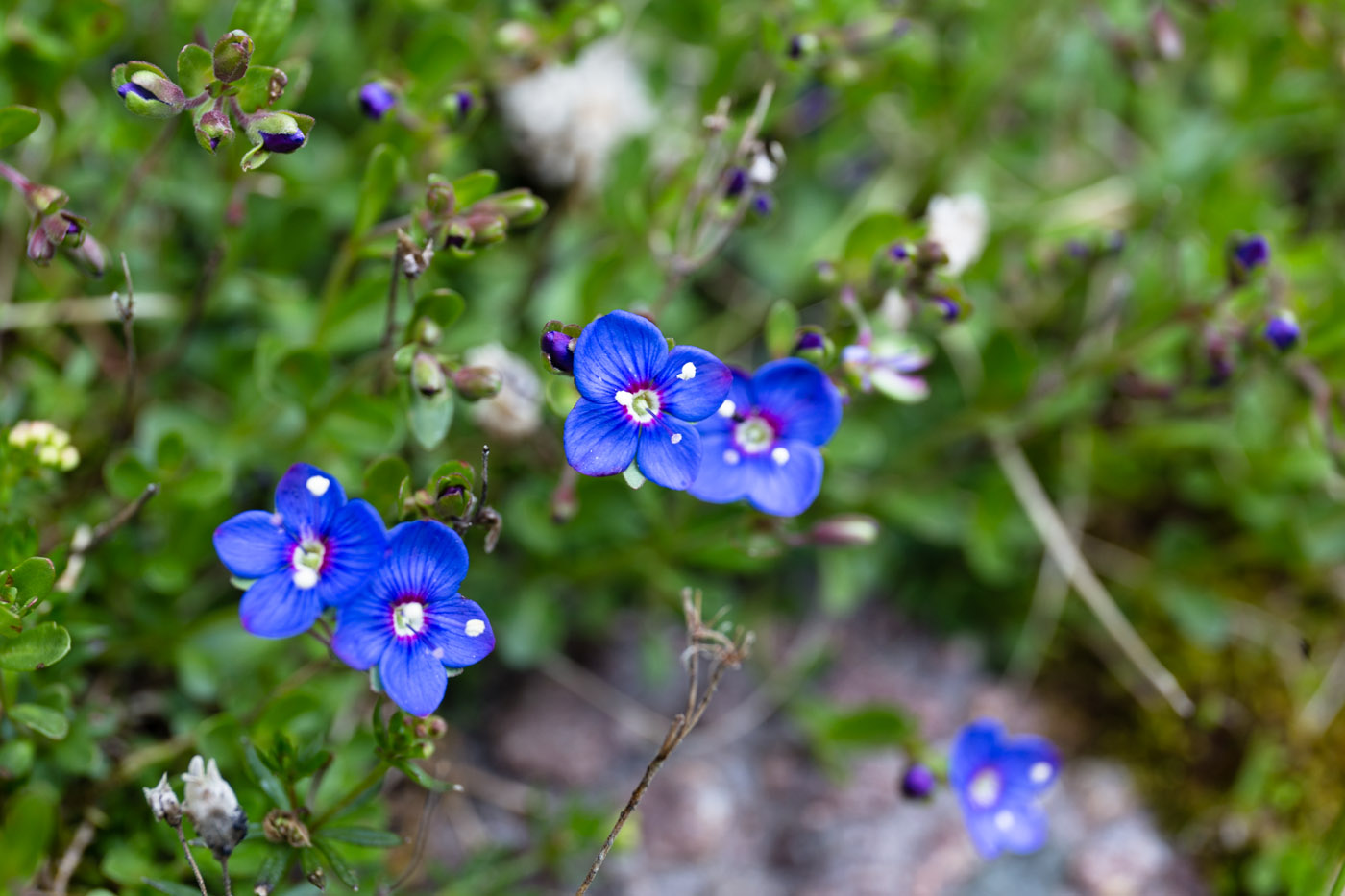
Klippveronika